# Biserica fortificată din Seliștat
Biserica evanghelică fortificată din Seliștat, județul Brașov, a fost construită în secolul al XIV-lea. Figurează pe lista monumentelor istorice 2010, cod LMI BV-II-a-A-11818, cu următoarele obiective:
- cod LMI BV-II-m-A-11818.01 - Biserica evanghelică fortificată, secolele XIII-XV;
- cod LMI BV-II-m-A-11818.02 - Incintă fortificată (fragmente) și încăperi pentru provizii, secolele XV-XVI.

## Localitatea
Seliștat, mai demult Jălișteat (în dialectul săsesc Sailijescht, Zělijeršt, Zeliješt, în germană Seligstadt, Gross-Alisch, Gross-Alesch, Olesch, în maghiară Boldogváros, în latină Villa Militum, Felix locus) este un sat în comuna Șoarș din județul Brașov, Transilvania, România. Prima menționare documentară: 1355.

## Biserica

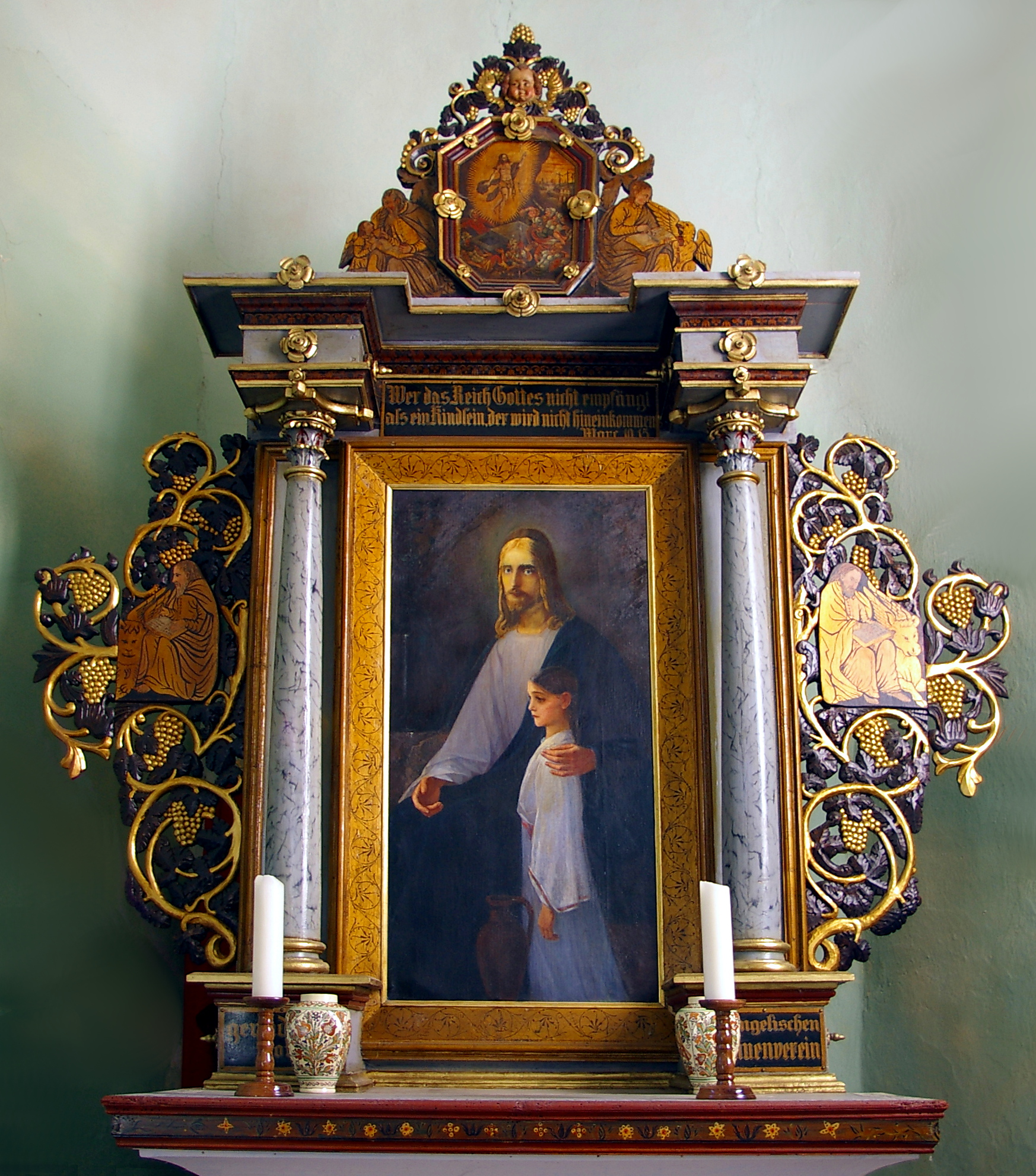
Altarul clasicist, cu tabloul central pictat de Fritz Schullerus în 1892

În secolul al XIV-lea este construită o biserică sală fără turn clopotniță cu absidă poligonală, fiind amplasată în estul străzii principale, pe un teren ascendent. Corul are o boltă în cruce și o absidă 3/6. Astăzi, sala și corul sunt acoperite de bolți avela pe arce dublouri, care, în 1848, au înlocuit bolțile medievale. În jurul anului 1500, biserica este fortificată. Contraforturi suplimentare la cor au permis realizarea unui turn cu 4 niveluri deasupra corului. Ultimul nivel este prevăzut cu un drum de strajă îmbrăcat în scândură si ieșit în consolă, având un acoperiș în 4 ape. Sala bisericii are, de asemenea, un nivel fortificat cu guri de tragere, sprijinindu-se pe arce care, la rândul lor, se sprijină pe contrafort. În E bisericii este ridicată o casă fortificată cu 3 niveluri. În N bisericii o casă depozit de provizii este amplasată în fața zidului de incintă. Altarul clasicist, cu tabloul central pictat de Fritz Schullerus în 1892, are voleuri baroce și un coronament baroc.

## Galerie de imagini

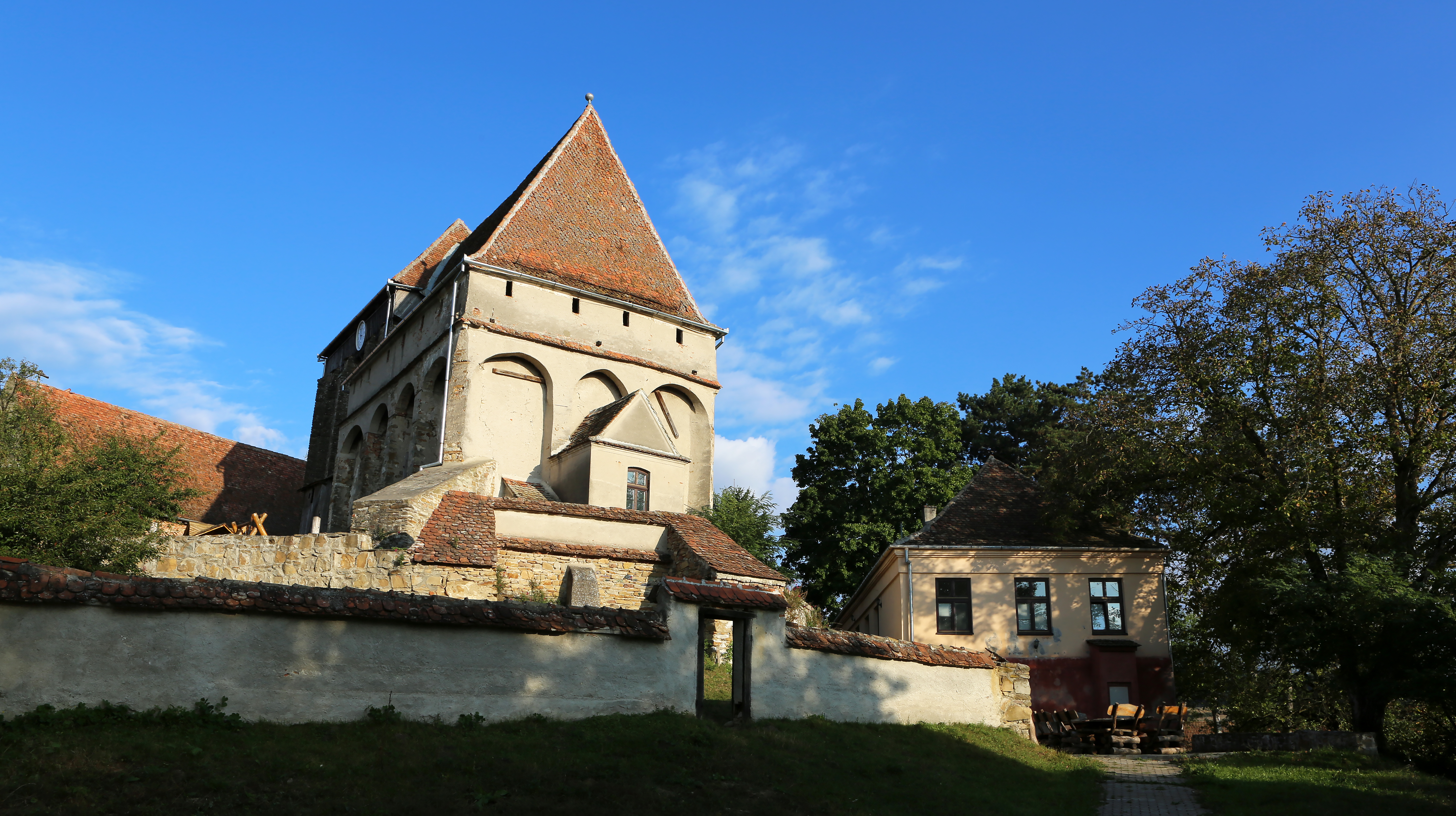
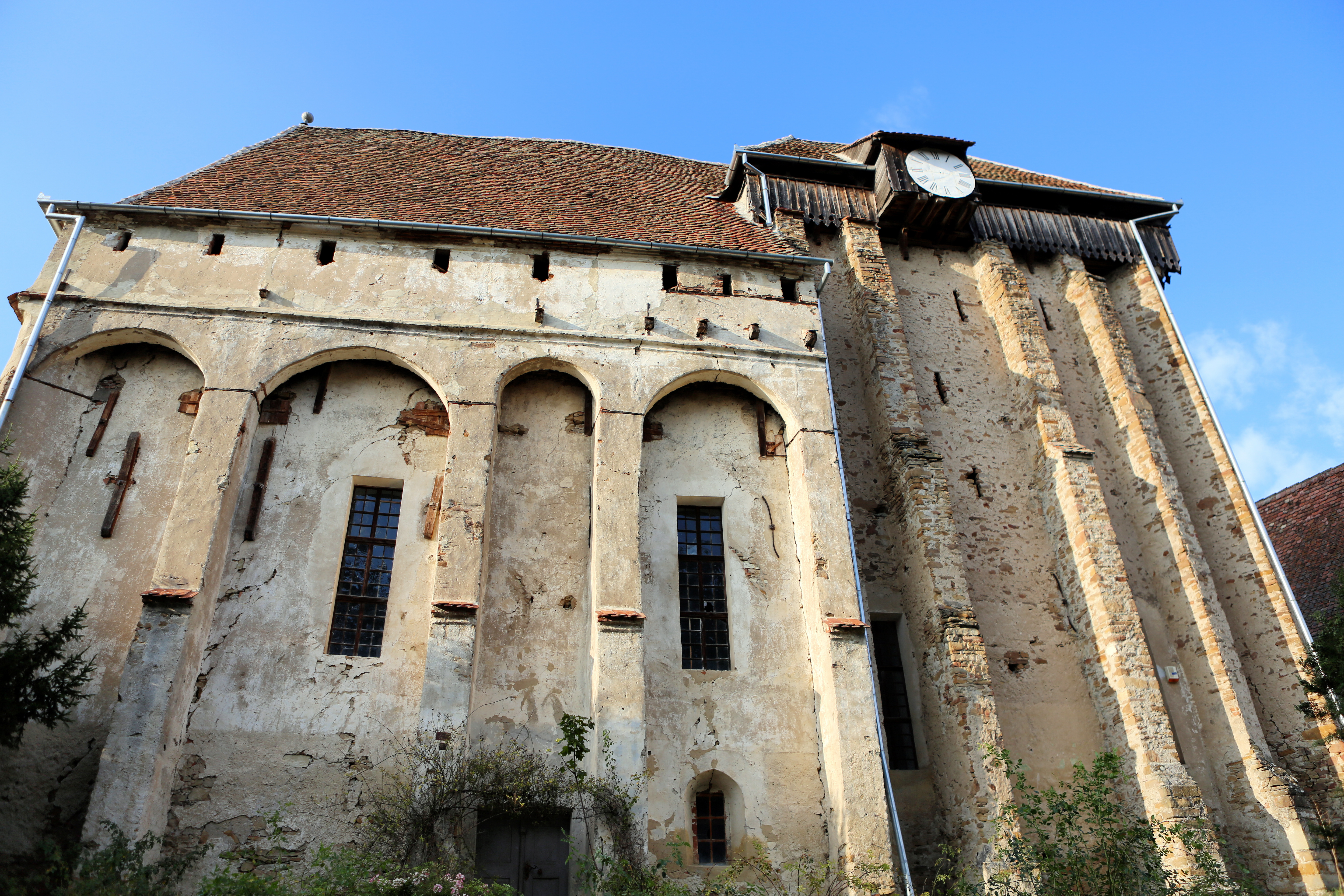
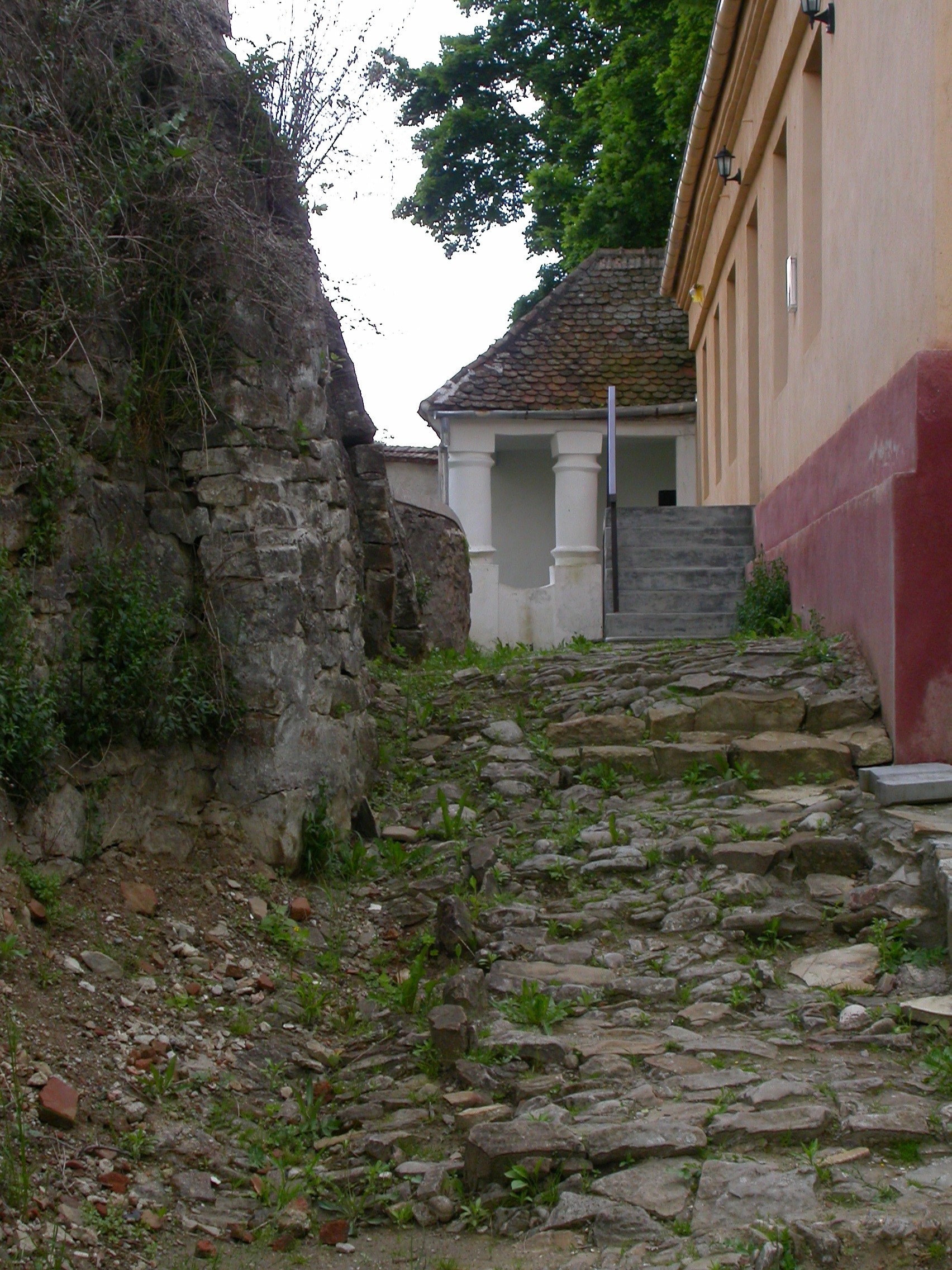
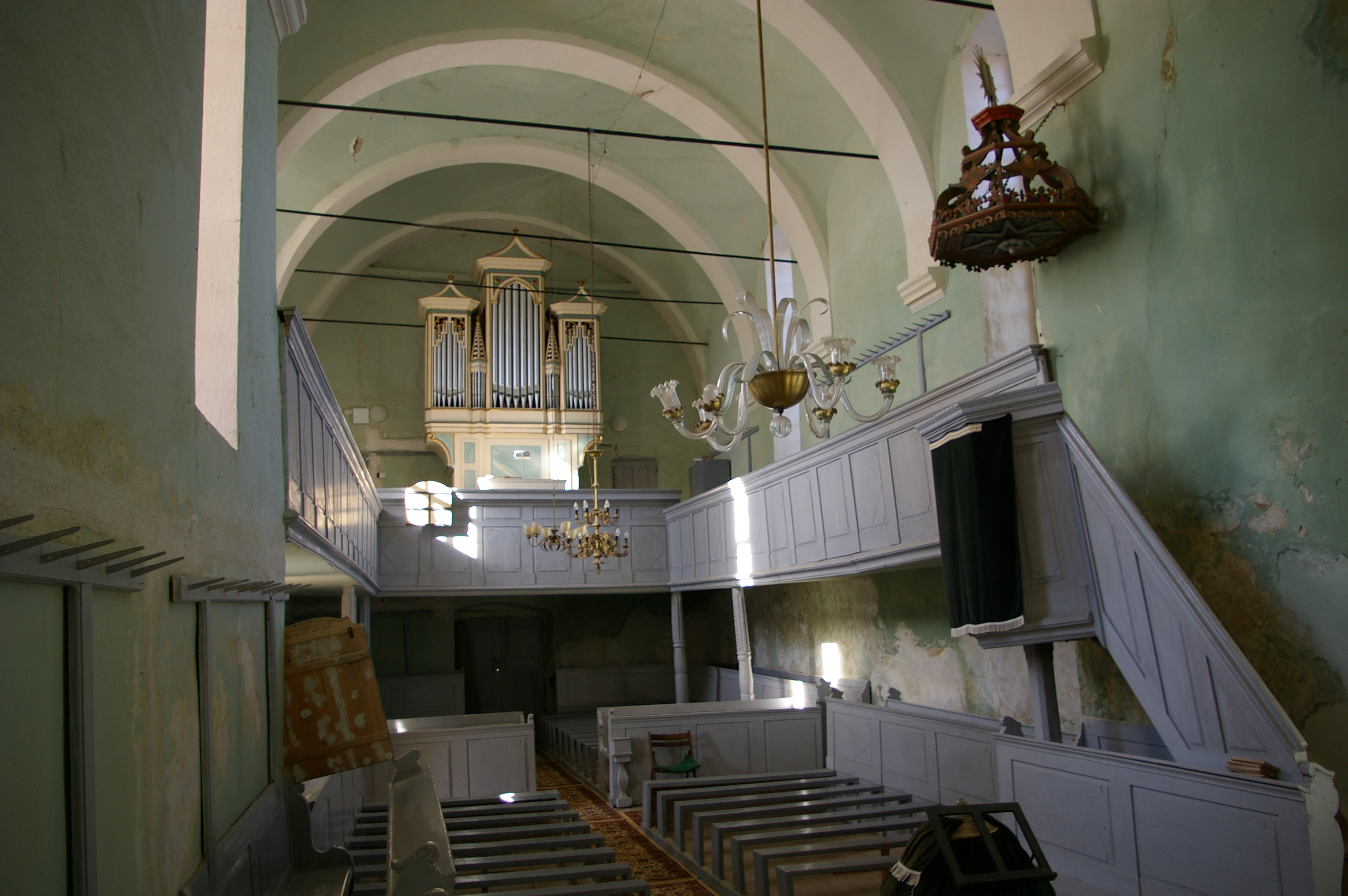
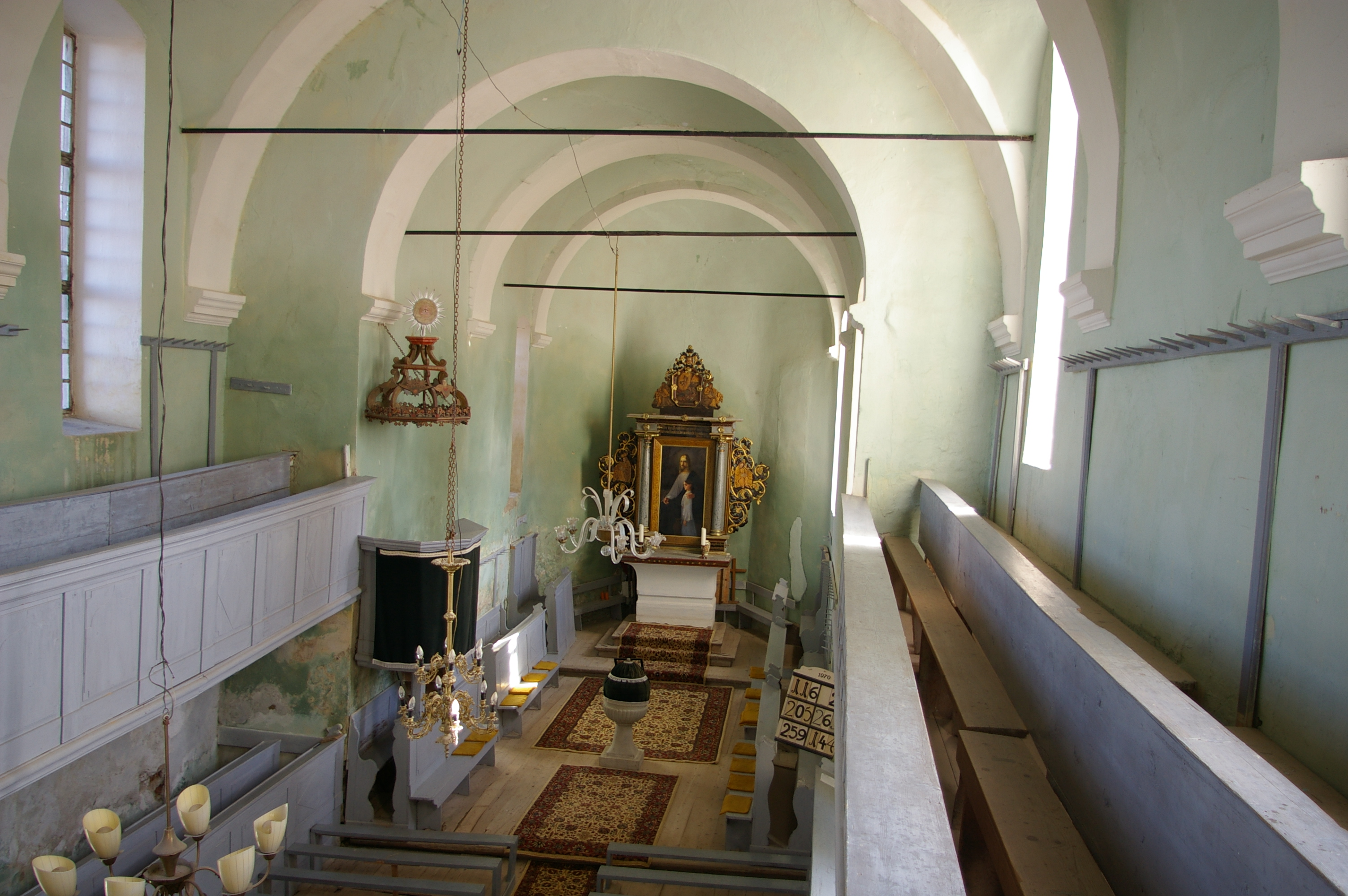
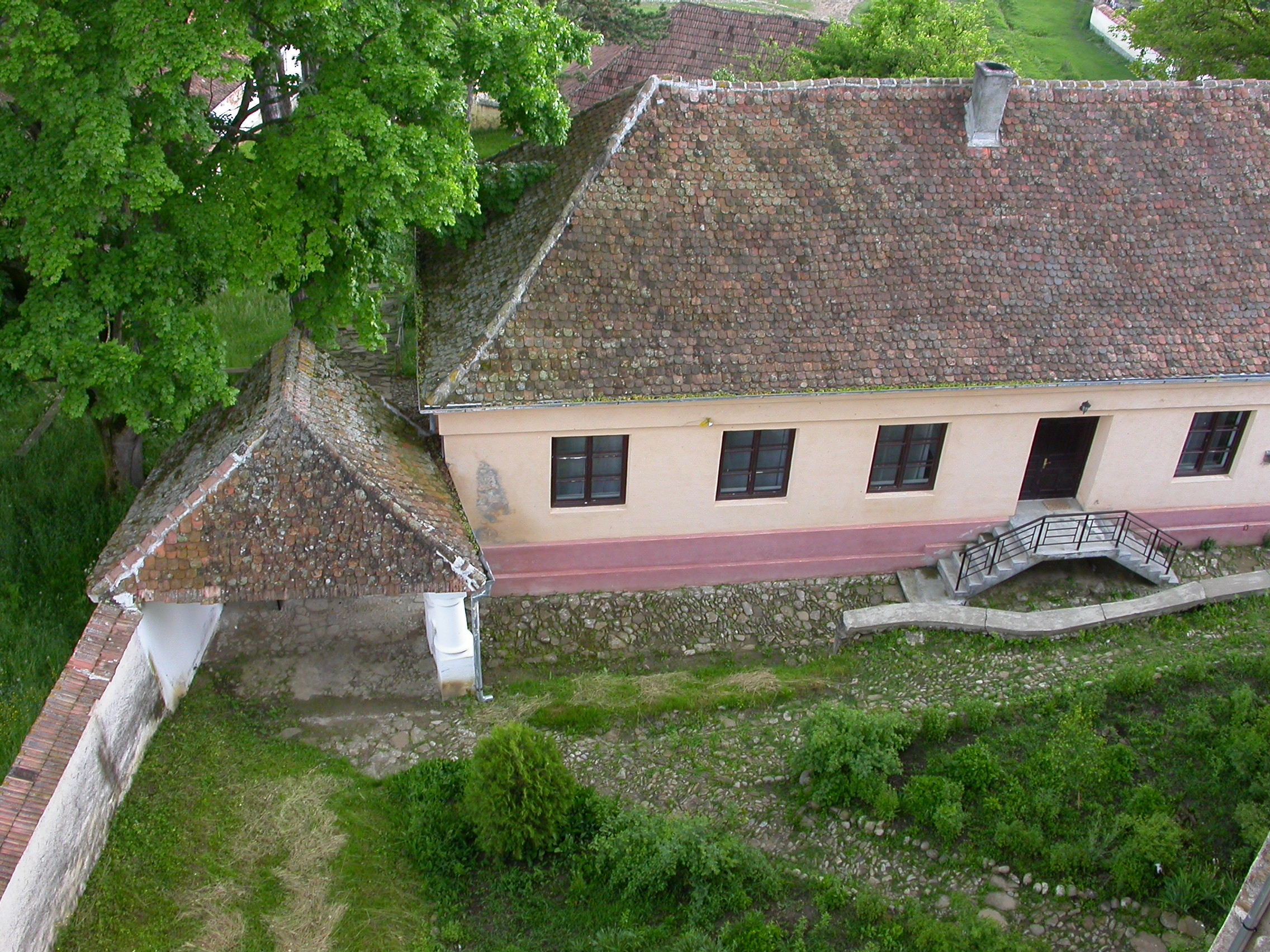